# 페트로 포로셴코
페트로 올렉시요비치 포로셴코(우크라이나어: Петро Олексійович Порошенко, IPA: pronounced [peˈtrɔ olekˈs⁽ʲ⁾ijowɪtʃ poroˈʃɛnko], 문화어: 뾰뜨르 뽀로쉔꼬, 1965년 9월 26일~)는 우크라이나의 사업가이자 2014년부터 2019년까지 우크라이나의 제5대 대통령을 역임한 정치인이다. 포로셴코는 2009년부터 2010년까지 외무부 장관직을, 2012년에는 우크라이나 경제개발 및 통상부 장관직을 역임했다. 2007년부터 2012년까지는 우크라이나 국립은행 총재직에 있었다. 포로셴코는 2014년 우크라이나 대통령 선거에서 54.7%의 득표율로 결선투표 없이 우크라이나의 대통령에 당선되었다. 대통령 재임 기간 포로셴코는 러시아-우크라이나 전쟁 초기 분리주의 반군을 돈바스 지역 깊숙히 밀어붙였다. 또한 유럽 연합-우크라이나 연합 협정에 서명하여 우크라이나의 유럽 연합 가입을 진행하였다.
포로셴코는 우크라이나 국내 정책으로 우크라이나어 사용 확대, 우크라이나 내셔널리즘, 포괄적 자본주의, 탈공산화, 지방 분권화 정책을 시행하였다. 2018년에는 모스크바 총대주교청 하의 우크라이나 정교회를 모스크바로부터 독립시켜 독립 교회인 우크라이나 정교회를 세우는 데 도움을 주기도 하였다. 포로셴코의 대통령 재임 시기는 지지자나 반대파나 "군, 언어, 신앙"(우크라이나어: armiia, mova, vira 아르미아, 모바, 비라[*]) 3개 단어로 요약된다.
2019년 우크라이나 대통령 선거에서 연임 후보였던 포로셴코는 결선투표에서 24.5%를 득표에 볼로디미르 젤렌스키 후보에게 패배하였다. 포로셴코가 대선에서 왜 패배했는지에 대해서는 하나의 정립된 이유가 없고 다양한 의견과 그 요소들이 존재한다. 패배 가설에는 포로셴코 반대파 확대론, 민족주의 격화론, 부패 해결 실패에 대한 실망, 포로셴코가 안드리 사도비나 조지아의 전 대통령 미헤일 사카슈빌리 (나중에 우크라이나에서 추방됨)와 같은 타 친서방계 정치인과 겪고 있는 심각한 갈등에 대한 불만, 친러계 정치인 빅토르 메드베드추크의 부상에 자유유럽방송과 반부패 운동가 데니스 비후스가 제기한 포로셴코와 메드베드추크의 비밀스런 야합에 대한 비난 등 매우 다양하다.
포로셴코는 2022년 현재 우크라이나의 의회에 해당하는 최고 라다의 현역 국회의원이자 정당 유럽연대의 당수이다. 정계 외적으로는 수많은 자산과 부동산을 취득한 우크라이나의 유명 올리가르히이다. 포로셴코가 소유한 가장 인지도 높은 기업으로는 포로셴코에게 "초콜릿 왕"이라는 이름을 붙이게 한 대형 제과기업 로셴과 2021년 11월까지 포로셴코가 소유하고 있었던 TV 뉴스 채널인 5 카날이다. 포로셴코는 제조업, 농업, 금융업 등 우크라이나 내 다양한 산업을 소유하고 있으며 대통령 재임 이전에도 정부 고위직으로 여러 차례 역임하여 정치적으로도 여러 영향을 주었고, 우크라이나 국민에게 영향력이 깊은 방송국과 같은 매스 미디어 소유자로 우크라이나에 깊은 영향력을 행사했다.

## 어린 시절과 학업
페트로 포로셴코의 아버지인 올렉시 포로셴코(1936-2020)는 엔지니어로 우크라이나 SSR에서 여러 공장을 관리하다 정부 관료로도 올라섰다. 포로셴코의 어머니인 에우헤니야 세르헤에우나 흐리호르추크(우크라이나어: Евгения Сергеевна Григорчук, 1937-2004)는 행적이 거의 알려져 있지 않지만 우크라이나 신문에 따르면 회계사였으며 회계직업기술학교의 교사였다고 한다. 두 부모 사이에서 페트로 포로셴코는 1965년 9월 26일 오데사주의 볼흐라드 시에서 태어났지만 아버지인 올렉시 포로셴코가 지휘하는 기계 제조 공장이 있었던 티기나(현재의 벤데르, 당시 몰도바 소비에트 사회주의 공화국의 도시로 현재 사실상 미승인 독립국인 트란스니스트리아 내에 있음)에서 어린 시절을 보내면서 루마니아어를 배웠다.
포로셴코는 어린 시절 유도와 삼보를 연습하여 소련 스포츠 대표 후보생(러시아어: кандидат в мастера спорта СССР)이기도 했다. 스포츠 성적은 좋았지만 졸업식에서 정상적인 금메달을 받지 못했으며 성적표에서는 태도 부문에서 "C" 등급의 성적을 맞기도 하였다. 군사 위원회에서 소련 육군생도 4명과 싸운 포로셴코는 1984년에서 1986년까지 우크라이나와 멀리 떨어진 카자흐 소비에트 사회주의 공화국의 소련군에 배치되었다.
포로셴코는 1989년 키이우 대학교의 국제관계 및 법학부 (뒤이어 국제관계학회)에서 경제학 학위를 받으며 졸업했다. 키이우 대학교에서 나중에 조지아의 전 대통령이자 2015년 5월 오데사주의 주지사로 임명된 미헤일 사카슈빌리와 친분을 쌓게 된다.
1984년 포로셴코는 당시 의대생이었던 마리나 페레베덴체바와 결혼했다. 1985년에는 장남 올렉시이 포로셴코가 태어났다(나머지 둘은 각각 2000년, 2001년에 태어났다).
1989년부터 1992년까지 포로셴코는 키이우 대학의 국제무역학과의 조교로 근무했다. 학창 시절에는 해외 무역계약협상을 중개하는 법률자문회사를 설립하여 운영하였다가 나중에는 직접 협상가로 활동하여 1991년 소련의 초콜릿 산업계에 코코아콩을 공급하는 무역업을 하였다. 동시에 공화국 상공회의소의 부국장이자 "우크라이나 환전소"의 CEO로 활동하기도 하였다.
페트로 포로셴코의 8살 위 형인 미하일로 포로셴코는 1997년 원인 미상의 교통사고로 사망하였다.

## 사업 활동
1993년 포로셴코는 아버지 올렉시이와 키이우의 도로교통연구소 내 동료들과 함께 제과 및 자동차 산업(나중에는 기타 농업가공업도 포괄) 부문을 전문적으로 다루는 우크르프로민베스트(우크라이나어: Група «Укрпромінвест») 산업투자회사를 설립하였다. 창업 이후 1998년까지 회사의 최고이사로 활동하였고, 1998년 의회에 입성하면서 아버지에게 직함을 물려주었고 페트로 포로셴코 본인은 명예회장 직위에 올랐다.
1996년부터 1998년까지 우크로프로민베스트는 여러 국영 제과 기업을 인수, 합병하여 1996년 생긴 로셴 그룹에 투자하여 지배권을 얻으며 우크라이나에서 가장 큰 과제 제조 공장도 건설하였다. 포로셴코는 제과 산업에 공격적으로 투자하여 성공하면서 일명 "초콜릿 왕"이라고 불리게 되었다. 포로셴코는 제과 외에도 몇몇 자동차 및 버스 제조 회사, 쿠즈냐 나 리발스코무 조선소, 5 카날 방송국 등 우크라이나의 여러 산업체를 인수하였다.
포로셴코와 로스차일드 & Co(로스차일드 자산관리신탁)은 포로셴코가 우크라이나 대통령이 된 이후 직접 사업경영하는 것을 포기하고 2016년 1월부터 사업체들을 백지신탁했다고 밝혔다.
2020년 1월에는 페트로 포로셴코가 우크르프로민베스트-아그로 농업기업 같은 남아 있는 사업 몇 개를 장남인 올렉시 포로셴코에게 양도하였다고 발표했다.
2021년 2월에는 포로셴코가 우크라이나의 정보, 뉴스 채널인 프랴미 카날을 인수했다고 발표했다.

### 억만장자 순위 등극
2012년 3월 포브스는 2012년 세계 억만장자 목록에 포로셴코를 미화 10억달러 자산을 가졌다며 1,153위로 포함시켰다. 2015년 5월 기준 포로셴코는 블룸버그 뉴스 기준 약 7억 2천만 달러로 러시아의 로셴 제품 수입 금지 조치와 우크라이나 경제 상황 악화로 재산의 약 25%를 잃었다고 밝혔다.
우크라이나 내 최고 억만장자 순위에서 2015년 10월 우크라이나 저널인 노보예 브레먀가 우크라이나 내에서 손꼽히는 투자회사인 드래곤 캐피탈과 공동으로 실시한 조사 기준 포로셴코 대통령은 상위 10위 안에 든 억만장자 중 유일하게 자산가치가 전년 대비 상승한 인물로 파악되었다. 포로셴코의 자산 추정치는 20% 늘어난 약 9억 7,900만 달러로 우크라이나의 억만장자 순위는 9위에서 6위로 3계단 올랐다. 같은 기사에서는 포로셴코가 당시 이탈리아의 총리였던 실비오 베를루스코니와 함께 초대형 규모의 기업을 소유한 유럽 지도자 둘 중 하나라고 말했다.
포로셴코가 소유한 기업은 암스테르담에 본사를 두고 있고 키프로스에 등록되어 있는 회사에 총 4억 5천만 유로가 있으며, 우크라이나의 실질 법인세율 18%와 비교해 단 5%의 법인세만 납부하고 있다. 네덜란드 상공회의소가 발간한 연간 결산에서는 장부상 자산만 적혀 있기 때문에 실질 시장가치는 이보다 훨씬 높다. 하지만 포로셴코는 대통령 당선 이후 순자산이 40% 감소한 약 7억 5,500만 달러로 기록되면서 억만장자 지위를 상실하였다.

### 포로셴코와 관련된 기업 목록
아래 목록의 기업 중 일부는 포로셴코가 사장이었던 우크르프로민베스트사의 자회사였다. 이 투자 그룹은 2012년 4월 해체되었다. 이후 포로셴코는 대통령 활동을 시작하고 나서 기업 지분을 백지신탁으로 넘겼다고 말했다.
- 보그단 그룹 (2009년 2007~2008년 세계 금융 위기의 여파로 생산라인이 붕괴되어 지분 매각)[18]
- 로셴 그룹
- 5 카날 및 프랴미 카날 텔레비전 채널 (2019년 이후 프랴미 카날 텔레비전 방송국 지분이 없다 주장[35])
- 쿠즈냐 나 리발스코무 조선소[18]
- 이호르 코노넨코와 함께 신탁으로 소유중인 국제투자은행[36]
- 우크르프로민베스트-아그로 (농업 기업)
  - 조리아 포딜리아 (사탕무 생산 및 수확 전문)
  - 포딜리아
  - 마스-아그로
  - 아흐로피르마 "드니프로아흐롤란"
  - 아흐로피르마 "이반키우치"
- 세바스토폴 조선소 (2015년 크림반도를 점령한 러시아 정부의 기업 압류로 상실)

## 정치 활동

### 정계 입문
포로셴코는 1998년 우크라이나 제12선거구(빈니차 제2선거구) 1인구에서 17.44%의 득표율로 승리하여 최고 라다의 국회의원이 되었다. 포로셴코는 처음에 빅토르 메드베드추크가 당수로 당시 레오니드 쿠치마 대통령을 지지했던 우크라이나 연합사회민주당(SPDU) 당원으로 소속해 있었다. 하지만 2000년 사회민주당을 탈당하여 독립적인 좌익-중도 계열 원내교섭단체이자 이후 정당이 된 교섭단체 우크라이나의 연대당을 창당하였다. 2001년 포로셴코는 쿠치마 대통령을 지지하는 지역당을 창당하는데 큰 도움을 주었다. 2000년 말 우크라이나 연대당이 지역당과 합병되었고 포로셴코는 비슷한 이름의 신당 플랫폼인 "연대"를 창당하였다.

### 국가안전보장회의 상임위원장

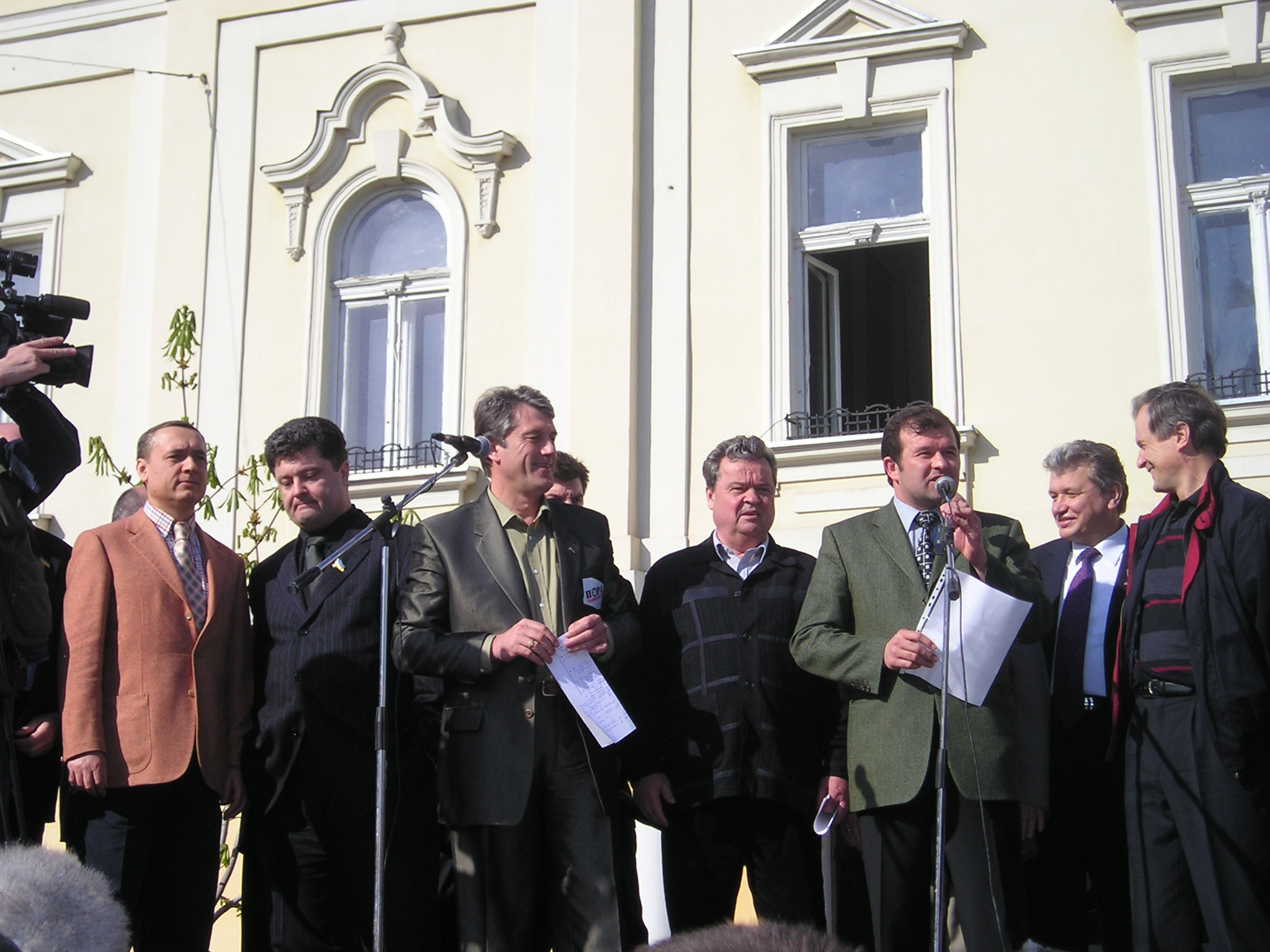
페트로 포로셴코와 빅토르 유셴코가 2004년 4월 16일 무카체베 시장 선거 직전 회동을 가진 모습.

2001년 포로셴코는 쿠치마 지지자들과 결별해 빅토르 유셴코의 우리 우크라이나-인민 자위 블록 야당 진영의 선거대책위원장이 되었다. 2002년 3월 열린 총선에서 우리 우크라이나 블록이 제1당이 되었고 포로셴코 또한 의원 당선에 성공하자 포로셴코는 우크라이나 예결산위원회 위원장을 맡았으나, 당시 4,700만 흐리브냐 예산을 잘못 선정했다는 비판을 받기도 하였다. 포로셴코가 우리 우크라이나 당에 합류하자 당시 국세청의 세무조사관들은 포로셴코의 사업 조사를 벌이며 공격하기 시작했다. 큰 어려움을 겪었지만 포로셴코의 우크르프로민베스트는 2005년 유셴코가 우크라이나의 대통령에 당선될 때까지 살아남았다.
유셴코는 포로셴코 딸의 대부로 있을 정도로 포로셴코는 유셴코의 매우 밀접한 최측근으로 알려져 있었다. 포로셴코는 유센코 지지자 중 가장 부유한 올리가르히였으며 종종 우리 우크라이나 블록과 오렌지 혁명 당시 주요 재정적 후원자로 지목되기도 하였다. 2004년 대통령 선거에서 유셴코가 승리한 후 포로셴코는 우크라이나 국가안전보장회의 장관에 임명되었다.
2005년 9월에는 포로셴코와 당시 총리 율리야 티모셴코 사이에 국영기업 민영화와 관련된 상호 부패 의혹이 불거졌다. 예를 들어 포로셴코는 당시 10억 달러 가치로 평가되었던 국영기업인 니코폴 합금철 회사를 올리가르히인 빅토르 핀추크에게 8천만 달러에 인수하게 허가해줬다는 혐의로 기소되었다. 부패 혐의가 불거지자 유셴코 대통령은 포로셴코와 티모셴코를 포함한 부패 혐의 각료들을 해임하였다. 또한 유셴코가 당시 우크라이나의 검찰총장인 스뱌토슬라우 피스쿤을 해임한 직후 우크라이나 검찰은 포로셴코에 대한 권력 남용 혐의 수사를 종결하였다. 피스쿤은 당시 티모셴코에 대한 형사 소송 진행을 거부하고 포로셴코에 대한 형사 소송 취하를 거부하여 해임당했다고 주장했다.
2006년 3월 열린 우크라이나 총선에서 포로셴코는 우리 우크라이나 블록의 지지를 받아 비례투표에서 의회 재선에 성공하였다. 포로셴코는 우크라이나 의회 경제금융위원회 위원장을 맡았다. 당시 포로셴코는 최고 라다 의장(의회 의장)을 자처했는데, 우크라이나 사회당은 당시 당수 올렉산드르 모로즈가 연정시 의장으로 선출될 것이라는 약속을 받고 우크라이나 지역당의 국민단결동맹에 합류해버리면서 무산되었다. 이 때문에 포로셴코의 우리 우크라이나와 동맹당인 율리야 티모셴코 블록은 연정에서 제외되었다.
포로셴코는 2007년 열린 조기총선에 출마하지 않았다. 대신 2007년 2월부터 우크라이나 국립은행 위원회 총재를 맡았다. 포로셴코는 1999년부터 2012년까지 우크라이나 국립은행의 위원회 위원으로 활동하기도 하였다.

### 외무부 장관과 통상부 장관 시절

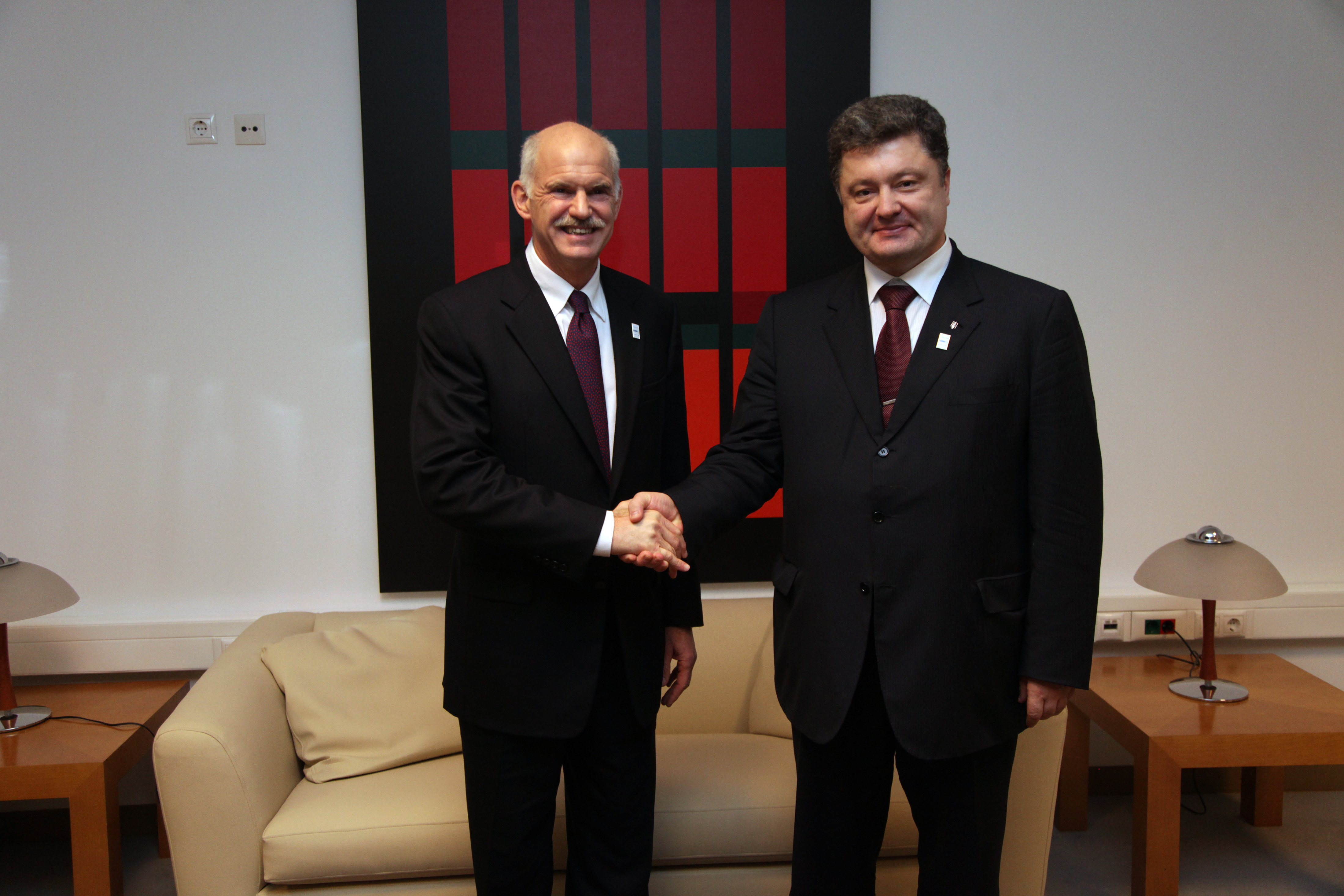
2009년 12월, 포로셴코 당시 우크라이나 외무부 장관(우측)과 그리스의 총리 요르요스 파판드레우가 회동을 가진 모습.

2009년 10월 7일 우크라이나의 대통령 유셴코는 포로셴코를 외무부 장관에 지명하였다. 2009년 10월 9일에는 우크라이나 최고 라다가 외무부 장관 임명 결의를 승인하였다. 2009년 10월 12일에는 유셴코 대통령이 포로셴코를 다시 국가안정보장회의 위원직에 임명하였다.
포로셴코는 우크라이나의 NATO 가입을 지지하였다. 하지만 포로셴코는 나토 회원국 가입 자체가 국가의 목표가 되어서는 안된다고도 말했다. 2010년 3월 11일에는 포로셴코가 외무장관 직에서 해임되었지만, 당시 빅토르 야누코비치 대통령은 포로셴코와 더욱 협력하길 원한다고 말했다.
2012년 2월 말에는 포로셴코가 아자로우 내각에서 새롭게 창설된 우크라이나 경제개발통상부 장관직이 될 것이라고 이름이 오르내리고 있었다. 2012년 3월 9일 대통령 야누코비치는 포로셴코가 경제개발통상부 장관으로 임명하길 원한다고 말했다. 3월 23일에는 포로셴코가 야누코비치에게 경제개발통상부 장관(일명 통상부 장관)으로 임명되었다. 같은 달 포로셴코는 우크라이나 국립은행 총재직에서 물러났다.
포로셴코는 우크라이나를 유럽 연합과 더욱 친밀해지고 티모셴코를 감옥에서 석방시키기 위해 통상부 장관직을 받아들였다고 말했다. 포로셴코가 통상부 장관이 된 이후 우크라이나 국세청은 포로셴코의 여러 사업체를 강하게 압박하기도 하였다.

### 의원으로 복귀
2012년 우크라이나 총선에서 포로셴코는 빈니차주에 있는 빈니차 제12선거구에서 무소속 후보로 출마하여 70%가 넘는 압도적 득표율로 의원에 당선하였다. 포로셴코는 어느 원내교섭단체에도 합류하지 않았으며, 유럽 통합 문제 위원회 위원으로 활동하였다. 포로셴코의 아버지인 올렉시이 포로셴코도 빈니차주 제16선거구에 출마할 예정이었으나 건강상의 이유로 후보에서 사퇴하였다. 2013년 2월 중순에는 포로셴코가 2014년 키이우 시장 선거에서 키이우 시장에 출마하겠다고 말했다가 비탈리 클리츠코 후보를 지지한다며 사퇴하였다. 2013년 3월 여론조사 기준 키이우 시장 선거 후보 지지율은 클리츠코 31%, 올렉산드르 포포우 20.3%, 포로셴코 7%였다.
2013년에는 포로셴코의 연대당이 10년간 선거에 참여하지 않았다는 이유로 정당등록이 취소되기도 하였다. 이후 포로셴코는 우크라이나 애국과 자유를 위한 국민동맹 "공세"(NASTUP, 우크라이나어:  «Національний альянс свободи та українського патріотизму»)를 발족하여 지도자가 되었으며, 이 단체는 이후 전우크라이나 연합 "연대"로 개명하였다.

### 2014년 우크라이나 혁명

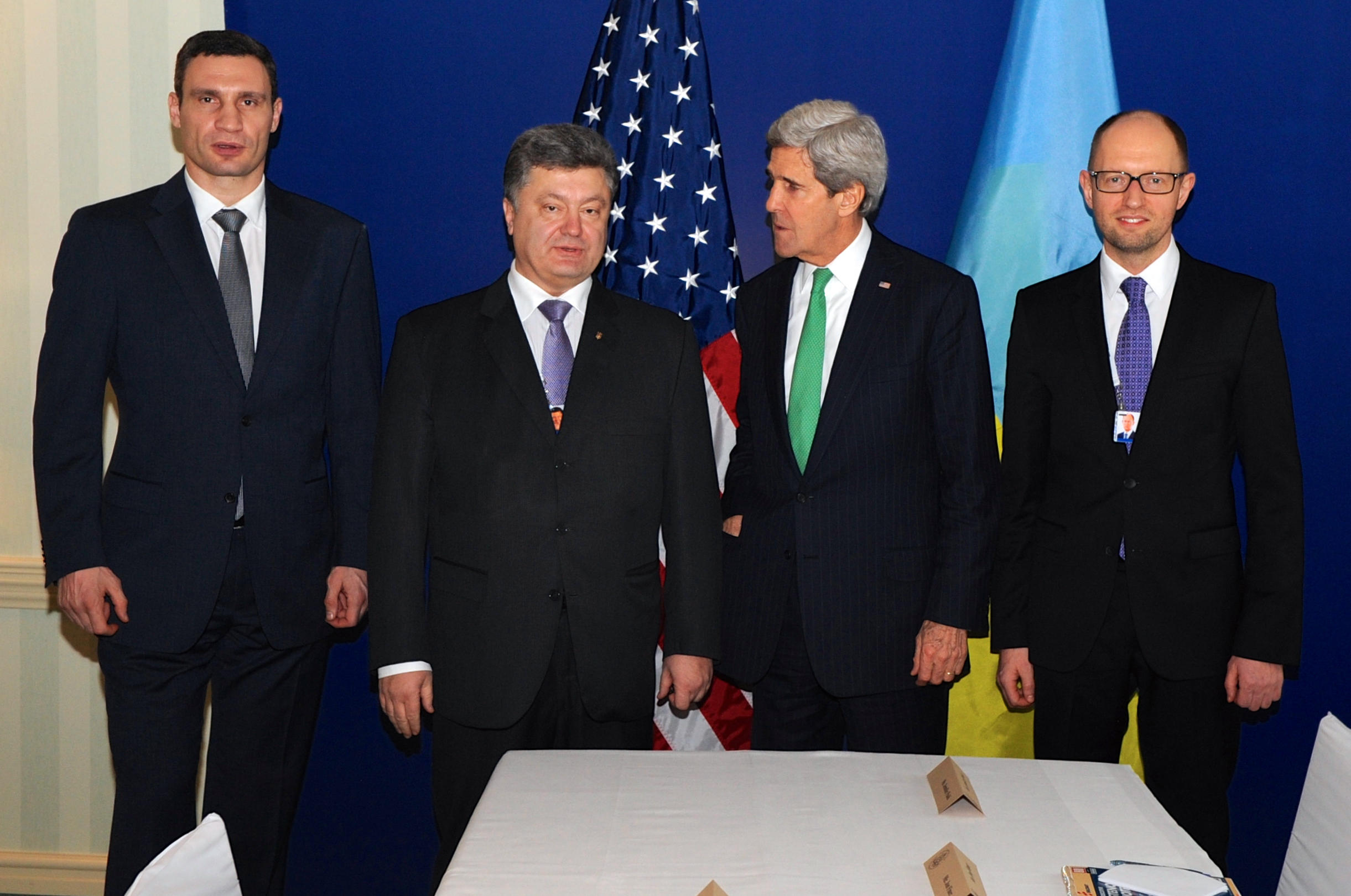
2014년 열린 제50회 뮌헨 안보회의에서 우크라이나의 야당 지도자인 비탈리 클리츠코(제일 왼쪽), 포로셴코(왼쪽 2번째), 아르세니 야체뉴크(제일 오른쪽) 3명이 존 케리 미국 국무장관과 만난 모습.

포로셴코는 2013년 11월부터 2014년 2월까지 진행되었던 유로마이단 시위에서 재정적으로 적극적으로 지원하여 포로셴코의 인기가 급상승했다. 특히 2013년 12월 1일 일어난 유로마이단 시위대 봉기 당시 포로셴코와 아들 포로셴코가 시위대 현장으로 나가 경찰과 보안군의 공격으로부터 평화 시위대를 보호해야 한다고 나가 대통령 후보 지지율이 10.3%로 크게 상승했다. 하지만 당시 빅토르 야누코비치 대통령과 유로마이단 시위에 참여했던 야당인 바트키우시나, 스보보다, 우크라이나 민주동맹(UDAR) 사이 협상에는 참여하지 않았다.
워싱턴 포스트의 랠리 웨이머스와의 인터뷰에서 포로셴코는 "저는 시작때부터 마이단(시위)의 중심 조직자였습니다. 제 텔레비전 채널인 "5 카날 TV"(채널 5)는 엄청나게 중요한 역할을 했습니다. (중략) 그 때 채널 5가 방송을 시작했는데 당시 마이단에는 시위대가 2천명 밖에 없었습니다. 하지만 밤 사이 사람들은 7, 8, 9, 10 km를 걸어가며 우크라이나의 자유와 민주주의를 위한 투쟁이라는 것을 깨달았습니다. 4시간 동안 거의 3만명 이상의 사람들이 시위에 참여했죠."라고 말했다. BBC에서는 "포로셴코가 우크라이나에서 가장 인기있는 뉴스 채널인 5 카날 TV를 소유하고 있는데 키이우에서 일어난 수 개월간 일어난 정치적 위기상황에서 반정부 세력을 적극 옹호했다"라고 말했다.
포로셴코는 아르세니 야체뉴크 총리의 야체뉴크 내각 합류에 거부하였고 또한 혁명 이후 새롭게 수립된 2개의 의회 원내교섭단체인 부흥(르네상스, 우크라이나어: Відродження)과 주권 유럽 우크라이나 양쪽 모두에 합류하지 않았다.
2014년 2월에는 크림 위기 당시 우크라이나 최고 라다가 위기 해결을 위해 포로셴코에게 위기 해결권을 위임하여 크림반도로 출장을 다녀갔다 왔다.. 2014년 4월 24일 포로셴코는 당시 우크라이나 정부의 통제 하에 들어가지 않은 루한스크를 방문하였다. 이전에서 크림반도와 마찬가지로 루한스크 공항에서 수백명의 친러계 주민들이 봉쇄하는 사태가 일어났다. 포로셴코는 나중에 "내가 루한스크주를 여행했을 때 내 차가 총에 맞고 우리 일행 전부를 인질로 잡으러고 시도했다"라고 말했다.

### 2014년 우크라이나 대선

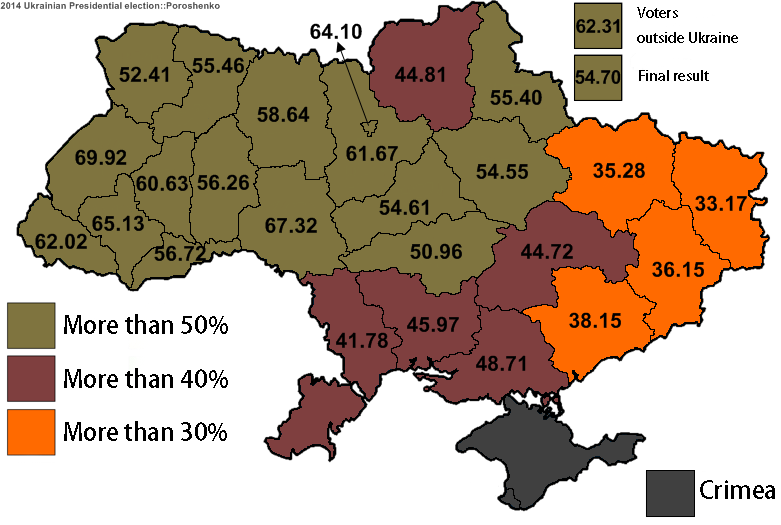
2014년 우크라이나 대선 당시 우크라이나 주별 포로셴코의 지지율 그래프 지도.

2014년 우크라이나 혁명으로 빅토르 야누코비치가 우크라이나의 대통령직에서 탄핵당하면서 2014년 5월 25일 새 대통령 선거가 예정되었다. 선거 이전인 2014년 3월 SOCIS에서 열린 여론조사에서 포로셴코는 40%의 지지율로 다른 모든 후보를 제치고 압도적인 1위 후보로 올라섰다. 2-3월 이루어진 포로셴코와 클리츠코 간의 단일화 협상이 종결되어 3월 29일 포로셴코는 공식적으로 대통령 선거에 출마하겠다고 발표하였고, 같은 날 비탈리 클리츠코는 키이우 시장 선거에 나가 대통령 선거에 출마하지 않으며, 대통령 선거엔 포로셴코 후보를 지지하겠다고 발표했다.
4월 2일 포로센코는 "만약 내가 당선된다면, 난 정직하게 로셴 관련해서 전부 팔 것이다"라고 말했다. 또한 4월 초에는 우크라이나의 NATO 가입 여론이 지지도가 낮다며 "나라를 망치지 않게 하기 위해" 굳이 주요 의제에 올리지 않을 것이라고도 말했다. 또한 5 카날 텔레비전 채널은 팔지 않을 것이라고 말했다. 4월 14일 포로셴코는 그해 시행할 유럽의회 선거에서 옆 나라인 폴란드에 있는 야로스와프 고빈의 폴란드 다함께 운동을 공개적으로 지지하며 고빈의 당 동지인 파베우 코발 의원이 우크라이나를 지지해 준 것에 감사를 표했다.
포로셴코의 대통령 선거 슬로건은 "새로운 방식의 삶을 살아가자! - 포로셴코"(우크라이나어: Жити по-новому)이다.
5월 29일 우크라이나 중앙선거관리위원회는 포로셴코가 54.7%의 득표율로 5월 25일 대통령 1차선거에서 승리했다고 선언했다.
5월 초 포로셴코가 베를린을 방문했을 당시 돈바스의 친러 분리주의자들은 "그 누구도 대표하지 않는다"며 "우리는 법과 질서를 회복하고 테러리스트를 거리에서 몰아내야 한다"고 말했다. 또한 5월 11일 열리기로 계획된 2014년 돈바스 지위 국민투표에 대해 "가짜 조작투표"라고 말했다.

## 대통령직 시기
2014년 5월 25일 대통령 선거 당일 저녁, 포로셴코는 "첫 대통령직 순방은 돈바스가 될 것"이라고 발표했는데 당시 돈바스 지역은 친러시아 분리주의 반군인 도네츠크 인민공화국과 루한스크 인민공화국이 독립을 선언하고 일부 지역을 장악하고 있었다. 또한 포로셴코는 우크라이나 정부군의 군사작전을 계속하여 무장반란을 종식시킬 것이라고 선포하며 "대테러리스트 작전은 두세달 동안 지속할 수도 없고 그렇게 지속해서도 안된다. 최대한 빨리 끝낼 것이다"라고 말했다.
포로셴코는 무장 반군을 소말리아의 해적에 비유했다. 또한 국제적인 중재자들이 마련된 가운데 러시아와 협상을 요구했다. 하지만 러시아는 우크라이나와의 양자 관계 문제로 타국 중재세력은 필요치 않다고 말했다. 대통령 당선인으로 포로셴코는 2014년 3월 러시아가 합병한 크림반도를 반환받을 것이라고 말했다. 또한 2014년 내에 새 총선거를 열 것이라고 말했다.

### 취임식
포로셴코는 2014년 6월 4일 최고 라다 건물 안에서 취임식을 가졌다. 취임사에서 포로셴코는 우크라이나가 절대로 크림반도를 포기하지 않을 것이라고 말하면서 우크라이나의 통합을 강조하였다. 또한 2014년 우크라이나 친러시아 분쟁에 가담한 친러계 분리주의 세력과 그에 반대하는 우크라이나 민족주의 세력에 대해 "피를 묻히지 않았다면 전부 사면"하겠다고 말했으나, "조폭이나 살인범과 대화하는 것은 우리가 가야 할 길이 아니다"라고 말했다. 그러면서 포로셴코는 동부 우크라이나 지역의 조기 지방선거를 주장하였다.
포로셴코는 우크라이나-유럽 연합 제휴 협정의 경제 관련 부문에 서명할 것이며, 우크라이나의 유럽 연합 정식 가입을 위한 첫 단계가 될 것이라고 선포했다. 연설에서 "우크라이나어가 유일한 공용어"라고 말했지만 뒤이어 "러시아어와 기타 다른 모든 언어도 발전을 방해하지 않을 것"이라고 말했다. 연설 일부는 러시아어로 말하기도 했다.
이날 취임식에서는 미국의 부통령 조 바이든, 폴란드의 대통령 브로니스와프 코모로프스키, 벨라루스의 대통령 알렉산드르 루카셴코, 리투아니아의 대통령 달리아 그리바우스카이테, 스위스의 대통령이자 유럽 안보 협력 기구(OSCE) 의장인 디디에 부르칼테르, 독일의 대통령 요아힘 가우크, 조지아의 대통령 기오르기 마르그벨라슈빌리, 캐나다의 총리 스티븐 하퍼, 헝가리의 총리 오르반 빅토르, 유럽 연합 정상회의 상임의장 헤르만 반 롬푀이, OSCE 사무총장 람베르토 찬니에르, 유엔 정치평화건설사무부 사무총장 제퍼리 D. 펠트만, 중화인민공화국 문화관광부장 차이우, 주우크라이나 러시아 대사 미하일 주라보프 등 50개국 해외 정상 및 대표와 더불어 우크라이나의 전 총리인 율리야 티모셴코도 참석했다. 취임식 이후 티모셴코는 포로셴코에 대해 "우크라이나에 가장 안정적인 요소를 더했다고 생각한다"라고 말했다.

### 국내 정책

#### 동우크라이나 평화 계획

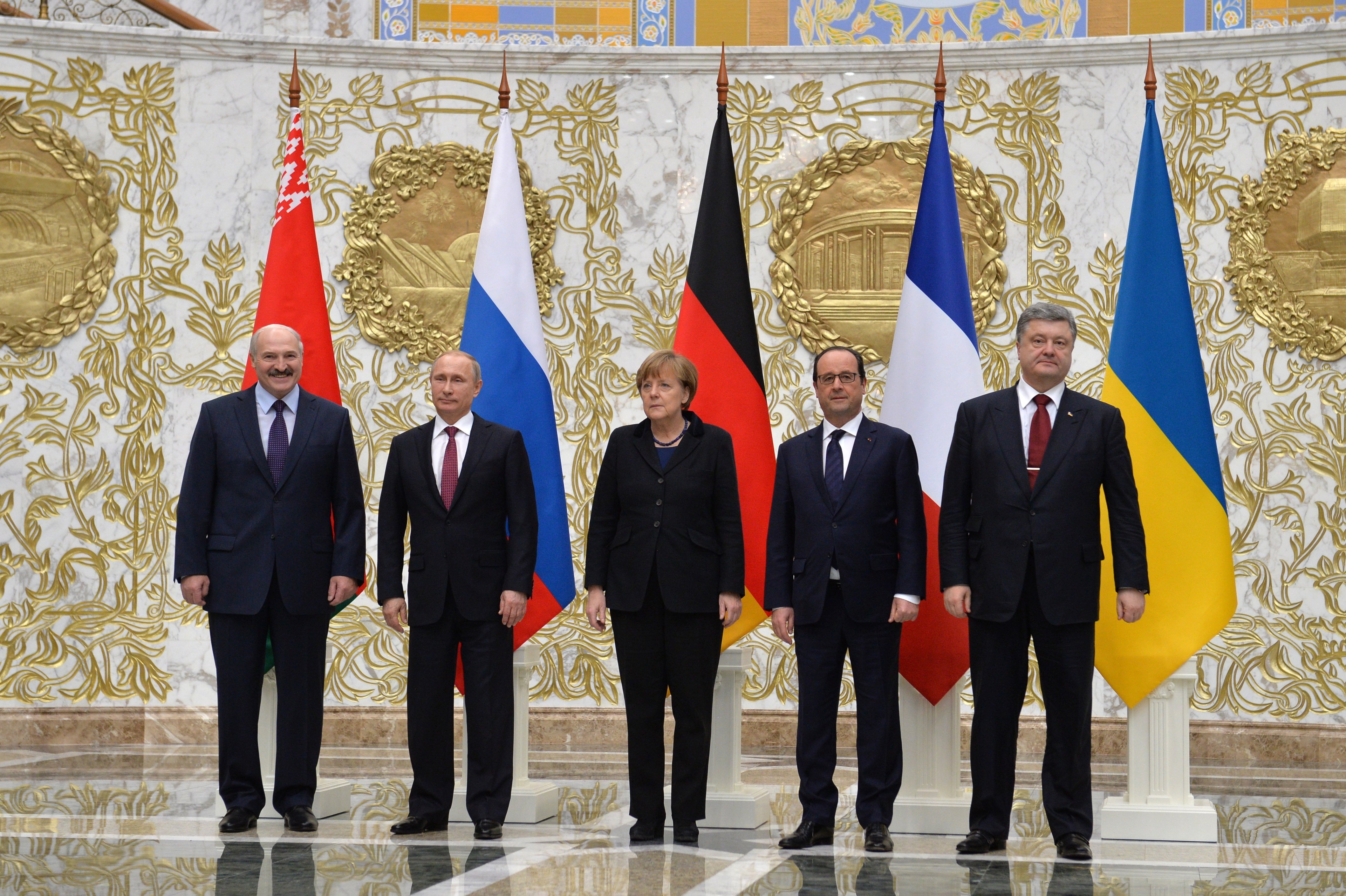
2015년 2월 11-12일 양일간 벨라루스 민스크에서 열린 민스크 II 협정 당시 각 국가원수의 모습. 왼쪽부터 벨라루스의 대통령 루카첸코, 러시아의 대통령 푸틴, 독일의 총리 메르켈, 프랑스의 대통령 올랑드, 우크라이나의 대통령 포로셴코이다.

포로셴코의 취임 당시 우크라이나의 친러 반정부 무장세력은 자체적인 주민투표를 열고서 도네츠크 인민공화국과 루한스크 인민공화국으로 독립을 선언하고 돈바스의 대부분을 장악하였지만 국제사회에서는 독립 시도를 불법으로 간주하였다. 취임식 이후 포로셴코는 러시아로부터 우크라이나의 대통령 선거 결과를 인정받기 위해 "평화" 계획을 수립하기 시작했는데 이 계획은 (포로셴코가 '테러리스트'라고 이름붙인) 분리주의자와의 휴전과 민간인을 위한 인도주의적 회랑 설립 2가지로 구성되어 있었다. 포로셴코는 첫 평화 계획이 무산된다면 지금 가지고 있는 "플랜 B"로 옮길 것이라고 경고하였다.
2014년 6월 20일 돈바스를 처음 방문한 포로셴코는 현지 시각 기준 당일 18시 30분부터 6월 27일까지 휴전을 선언하였다. 포로셴코는 이 휴전은 "테러리스트들이 무기를 내려놓고 평범한 사람들이 피해받지 않기 위해" 시행하는 것이라고 말했다. 돈바스 방문 당시 포로셴코는 도네츠크주와 루한스크주의 갈등을 평화롭게 해결할 계획을 제시하며 돈바스의 지방분권화와 조기선거를 내세웠다. 휴전 기간 동안 포로셴코는 블라디미르 푸틴 러시아 대통령, 메르켈 독일 총리, 올랑드 프랑스 대통령과 노르망디 포맷 전화 통화를 했다. 6월 27일 EU와의 연합 협정 서명일에는 휴전 협정 시간을 72시간 연장 발표하였다.
일방적 휴전 선언이 만료된 6월 30일 현지 시각 22시, 포로셴코는 "우리는 우리 영토로 진격해 해방할 것이다"라고 선언하였다. 7월 27일까지 도네츠크주와 루한스크주의 60개 이상 마을과 도시를 수복하였다. 하지만 8월 27일부터 러시아 정규군이 우크라이나 내로 개입하기 시작하면서 우크라이나 정부군은 후퇴하였고 결국 9월 7일 휴전 협정인 민스크 협정을 체결하지만 이후에도 돈바스 지역의 무력 충돌을 계속되었다.
2015년 2월 12일 벨라루스 민스크에서 포로셴코, 푸틴, 메르켈, 올랑드 4명이 만나 민스크 협정을 준수하기 위한 추가 협정인 민스크 II 협정에 서명하였다. 같은 해 10월 2일 노르망디 포맷 회의에서 100 mm 구경 이하의 경무기와 전차, 박격포를 철수하기로 발표했다. 또한 우크라이나-러시아 국경을 포함한 모든 돈바스 점령 지대에 휴전 협정 준수 감시를 위해 유럽 안보 협력 기구(OSCE) 감시단이 투입되었다. 10월 8일에는 포로셴코가 돈바스 지역에서 러시아 연방군이 완전히 철수해야 휴접 협정이 이뤄질 수 있다고 말했다.
서방 국가들은 우크라이나가 요구하던, 민스크 협정의 정치적 조항을 이행하기 전 모든 안보 관련 요구 사항을 준수해야 한다는 해석 준칙을 받아들었다. 2017년 5월 푸틴 대통령과 있었던 회담에서 독일의 총리 메르켈은 직접적으로 크렘린의 지도자가 우크라이나에서 일어나는 전쟁을 끝내라고 요구하였다. 메르켈은 돈바스의 정치 문제가 현재 진행중인 교전 상황이 끝나야지만 해결할 수 있다고 말했다.
프랑스의 대통령 에마뉘엘 마크롱은 파리에서 열린 포로셴코 대통령과의 회담에서 러시아가 돈바스를 침공하고 있다고 지적하였다. 마크롱은 "우리도 크림반도 침공이 불법이라는 것을 인지하고 있고, 누가 전쟁을 일으켰는지, 누가 이런 상황을 만들었는지, 우리가 어떤 상황에 빠져 있는지 전부 알고 있습니다." 라고 말했다.
2018년 1월 28일 우크라이나 최고 라다는 포로셴코가 발의했던 돈바스의 재통합에 관한 법률안을 통과하였다. 이 법안은 러시아를 공식적으로 침략국으로 인정하며, 러시아 정부가 우크라이나 영토를 임의로 점령한 것으로 간주한다. 1월 22일 우크라이나 통일의 날 연설에서 포로셴코는 돈바스 재통합법이 민스크 협정에 위배되지 않는다고 주장하면서 "침략자는 자기가 침략자로 불리는 것을 좋아하지 않는다. 도둑이면서 자신이 저리는 범죄의 국제적인 책임을 피하러 한다."라고 말했다. 2월 20일에는 포로셴코가 돈바스 재통합법에 서명하였다.
2018년 3월 27일 독일의 신문 베스트도이체 차이퉁(WZ)와의 인터뷰에서 포로셴코는 동우크라이나가 "얼어붙은 냉전이 아닌 열전 상태"라고 말하면서 위성 사진을 가지고 우크라이나 내에 포병 1,000문 이상, 미사일 발사 차량 300대 이상, 러시아 전차 700대 이상이 사용되었다고 밝히고 "러시아의 무장 세력이 우크라이나에서 작전을 지속하는 한 민스크 협정이 이뤄질 일은 없다"라고 말했다. 포로셴코는 돈바스에 평화유지군을 주둔시키는 것이 민스크 협정 이행의 관건이라고 말하면서 반러시아 경제 제재는 무장 상태를 무력화하고 돈바스 지역과 크림반도에서 모든 러시아군이 철수해야 해제할 수 있다고 말했다.
2018년 4월 30일, 포로셴코는 돈바스 지역에서 4년간의 대테러리스트 작전이 종료되었고 이제 합동군사작전(OOS)로 넘어간다고 선언하였다. 포로셴코는 돈바스 지역의 작전이 모든 우크라이나 마을과 도시가 러시아 점령군으로부터 '해방'되야지만 끝내겠다고 말했다.
2018년 5월 19일, 포로셴코는 독립국가연합(CIS)의 우크라이나 옵서버 참여 자격을 최종적으로 정지한다는 국가안전보장위원회 결정을 시행하는 법령에 서명하며 공식적으로 독립국가연합 준회원국에서 탈퇴했다.
2018년 8월 28일에는 포로셴코가 러시아-우크라이나의 우애, 협력 및 동반자 관계 조약의 효력을 정지하겠다고 밝혔다. 포로셴코는 우크라이나 외무부에게 효력 정지를 위해 필요한 문서 작업을 준비하도록 지시하였다. 하지만 9월 3일에는 친선 조약을 폐기하는 것이 복잡하고 긴 절차를 걸쳐야 해 굳이 폐기하기 않고 갱신만 중단할 것이라고 발표했다. 9월 6일 국가안전보장위원회는 러시아와의 우호조약을 향후 10년간 갱신하지 않겠다고 발표했다. 9월 17일에는 포로셴코 대통령이 조약 갱신 정지 법안에 서명하였다.

#### 권력 분권 정책

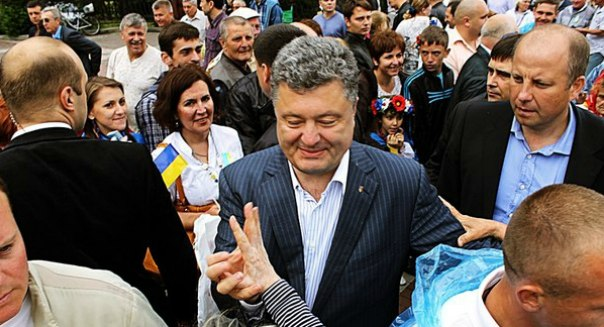
2014년, 멜리토폴을 방문한 포로셴코.

6월 중순 포로셴코는 우크라니아 행정부의 분권화를 달성하기 위해 우크라이나 헌법 개정 절차를 시작한다고 발표했다. 2014년 6월 16일 포로셴코는 헌법 개정이 "평화 계획의 키포인트"라고 말했다. 2014년 6월 헌법 개정안 초안에서는 우크라이나의 행정 구역을 지역(현재의 주를 대체), 지구, 호르마다(단일 지역공동체)로 개편해야 한다고 명시하였다.
개정안에서 포로센코는 "마을, 시, 지구, 지역 행정은 법에 명시된 절차에 따라 자신의 행정 구역 단위 내에서 러시아어 및 기타 소수언어의 지위를 어떻게 명시할 지 결정할 수 있다"라고 말했다. 또한 우크라이나 전역의 공용어는 우크라이나어 하나라고도 말했다.
포로셴코는 우크라이나의 각 주나 현(라이온) 및 구가 우크라이나의 헌법과 법률을 제대로 준수하고 인권과 자유를 제대로 보장하고 있는지 감사하는 대통령 직속 보직을 신설하자고 제안했다. 또한 "비상사태가 발령되거나 계엄령 체제 하인 경우" 감사 중인 지역 행정을 "지도하고 조직"하는 역할도 맡을 것이라고 말했다. 야체뉴크 내각의 주요 연정 파트너인 바트키우시나(조국당)는 이 계획에 대해 검토가 면밀히 필요하다고 즉각 통과에 반대하였다.
포로셴코는 우크라이나의 연방화에 반대한다. 또한 대통령 권한에 대한 강황에 대해서도 반대한다.
2015년 7월 1일 지방분권 관련 법안 초안에서 각 지역자치단체는 자기 지역마다 세수가 어떻게 지출되는지 감독할 수 있는 권한을 갖게 되었다. 또한 초안에서 돈바스 지역은 친러 반군의 요구대로 완전한 자치권을 주지 않고 3년간 부분적인 자치권을 가지는 내용으로 제정되었다.

#### 의회 해산
2014년 8월 25일 포로셴코는 같은 해 10월 26일에 최고 라다(우크라이나의 의회) 조기선거를 열 것이라고 발표했다. 포로셴코는 조기선거는 "(전 대통령) 빅토르 야누코비치의 주축을 이루었던 라다를 정화시키기 위해" 여는 것이라고 말했다. 포로셴코는 현 의원들을 "명백히 선출한 국민을 대표하지 않는다"라고 말했다. 또한 라다 의원들이 "2014년 1월 사망한 수백명의 목숨을 앗아갔던 우크라이나 시위금지법"의 제정에 책임이 있다고도 말했다. 포로셴코는 현 의원 중 많은 수가 "군사를 동원한 분리주의자의 직접적인 후원자, 공범 혹은 최소 동조자"라고 말했다.
포로셴코가 2014년 5월 대통령에 당선되자 의회 총선거 시행에 압력을 가했다. 결국 7월 24일 조기선거를 위해 의회 연립여당 원내교섭단체인 유럽의 선택을 해체하여 의회 내 다수당을 없애 조기선거 조건을 만족시켰다. 8월 25일 저녁 포로셴코 대통령은 최고 라다를 해산하고 2014년 10월 26일 조기 총선을 실시하겠다고 발표했다.
2014년 8월 27일 전우크라이나 평화통일당 당대표회에서 정당명을 "페트로 포로셴코 블록"(BPP)라는 새 명칭으로 개명하기로 결정했다. 2015년 페트로 포로셴코 블록은 "페트로 포로셴코 블록 "연대""로 다시 개명하였다.
10월 24일 총선 결과 페트로 포로셴코 블록은 21.81%의 득표율을 기록하였고 총 132명의 의원이 당선되어 원내 1당이 되었다.

#### 정화 운동
2014년 10월 9일, 포로셴코는 9월 16일 최고 라다에서 통과되었던 정화 운동에 관한 법률에 서명하였다. 서명한 법은 야누코비치 정권 하에 고위공직자로 지냈던 이는 10년간, 기타 관료는 5년간 정부 직위 종사하는 것을 제한한다. 정화 운동에 관한 법률에서는 2010년 2월 25일부터 2014년 2월 22일까지 1년 이상 정부 각료 지위에 있었던 이는 10년간 직위가 금지된다.
2015년 7월 11일까지 650명 이상의 공무원이 해고되었으며 9월 19일에는 760명이 해고되고 80명이 조사를 받았다. 2016년 7월 기준 총 923명이 해고되었다.

#### 핵무기 정책
2014년 12월 13일 포로셴코는 우크라이나가 다시는 핵보유국이 되길 원치 않는다고 발표했다.

#### 탈공산화와 올리가르히 해체

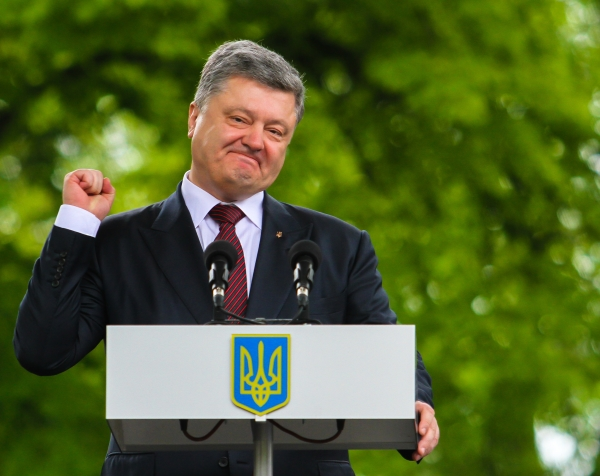
2016년 5월, 폴타바에서 연설중인 포로셴코

2015년 5월 15일, 포로셴코는 6개월 간 공산주의 관념 기념물을 철거하고 거리와 기타 공공장소, 마을 이름이 공산주의와 관련된 경우 이를 수정하도록 의무화한 탈공산화 법안에 서명하였다. 법안에 서명하며 포로셴코는 "난 해야 할 일을 했다"며 "우크라이나는 국가로서 해야 할 일을 했고, 정부는 미래를 책임지고 역사가들이 일해야 한다."라고 말했다.
포로셴코는 소련의 정치적 탄압과 홀로도모르를 1940년대 나치의 범죄와 동등하다고 말했다. 2015년 5월 15일 포로셴코가 서명한 법안에서는 로만타라스 슈헤비치와 스테판 반데라 등이 가담한 우크라이나 반역군(UPA)을 포함한 "20세기 우크라이나의 독립을 위해 싸운 모든 사람들을 공식적으로 인정"한다는 내용도 담고 있다.
포로셴코는 독일의 잡지 빌트와의 인터뷰에서 "내가 당선된다면 모든 것을 깨끗이 청산하고 다들 우려하는 로셴도 전부 매각할 것이다"라며 "우크라이나의 대통령으로 나는 국가의 복지에만 집중할 것이고 그러고 싶다"라고 말하기도 했다.
2015년 3월 19일 최고 라다에서는 주식 회사에 관한 법률 개정안을 통과하였다. 이 법안으로 소유권 유형에 관계없이 모든 주식회사의 대주주 비율은 2015년 기준 50% + 1주로 제한된다. 이 법안이 노린 주요 목표는 우크라이나의 석유회사인 우크르나프타를 국영화시키는 일이었다. 우크르나프타의 지분 중 43%는 콜로모이스키 등이, 50% + 1주가 국가가 가지게 되었다. 2015년 3월 23일 포로셴코는 국영 석유회사의 통제권을 둘러싸고 억만장자 올리가르히인 이호르 콜로모이스키가 드니프로페트로우스크주 주지사직을 사임 요청을 받아들었다. 포로셴코는 "우크라이나에서는 더 이상 올리가르히가 더 이상 없을 것"이라고 말하면서 "올리가르히가 중산층과 중소기업보다 더 많은 [세금을] 내야 한다."라고 덧붙였다. 그러면서 시민들에게 "탈올리가르히(올리가르히 해체) 작업이 실현될 것"이라며 우크라이나 올리가르히와 맞서 싸우겠다고 약속했다. 3월 25일에는 합자회사에 관련한 법률 개정안이 통과되었고, 서명 당시 포로셴코는 우크르나프타 지분 관련하여 콜로모이스키의 사임에 대해 언급하며 본 법안이 탈올리가르히의 시작이 될 것이라고 말했다.
2015년 7월 24일, 우크라이나 법무부는 탈공산화 과정에서 우크라이나법 위반을 이유로 우크라이나 공산당(CPU)의 지방 선거, 총선, 대통령 선거 출마를 금지하였다. 같은 해 12월 17일에는 키예프 행정지방법원이 우크라이나 공산당의 키예프 내 활동을 금지하는 판결을 내렸다.
2018년 12월 포로셴코는 우크라이나 국민주의자 기구(OUN)와 우크라이나 반역군의 무장부대원이 우크라이나 독립을 위해 싸운 참전용사이자 전투원의 지위를 가지고 있음을 재천명했다.

#### 언어 정책

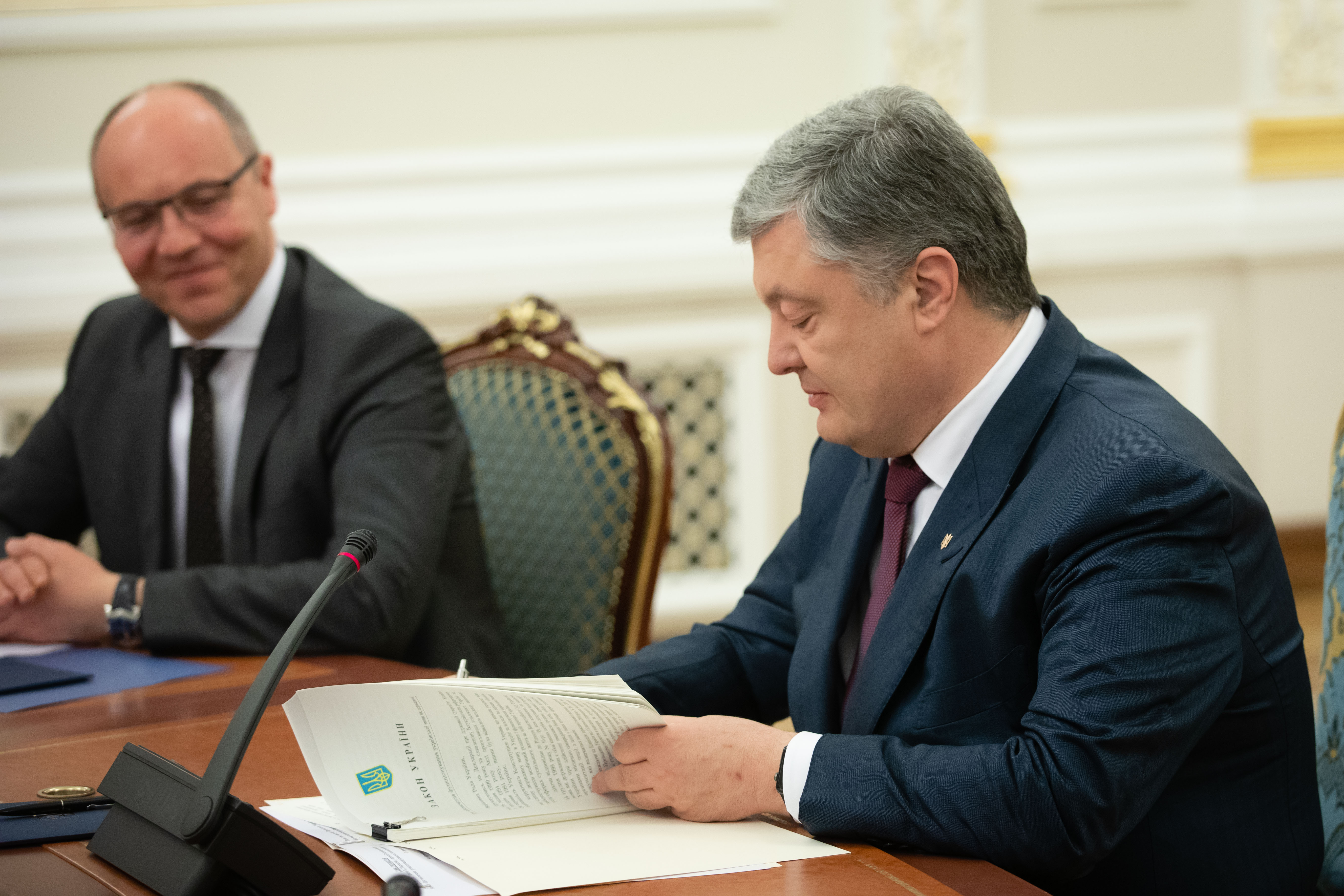
2019년 5월, 포로셴코 대통령이 안드리 파루비 국회의장(왼쪽)이 보는 앞에서 "우크라이나어의 공용어 기능에 관한 법률"에 서명하는 모습.

2016년 말 우크라이나의 라디오 방송국은 매일 우크라이나어 노래를 특정 시간 할당량만큼 송출해야 한다는 새로운 법률이 시행되었다. 동법에서 TV 방송국과 라디오 방송국은 뉴스와 심층보도 같은 프로그램은 우크라이나어를 60% 이상 사용해야 한다는 규정도 있다.
2017년 9월 15일 포로셴코 대통령은 2017년 9월 5일 최고 라다에서 통과된 새 교육법에 서명하였다. 서명한 교육법은 영어와 기타 유럽 연합의 공용어 중 하나로 두 개 이상의 언어로 가르칠 수 있는 경우가 아니라면 모든 수준에서 동등하게 우크라이나어로 교육시켜야 한다고 규정하고 있다. 새 교육법은 3년간의 과도기를 거친 후 전면적으로 시행하도록 시간 규정이 있다. 2018년 2월 유예 기간이 2023년까지 연장되었다.
새로 통과된 교육법에 대해 유럽 평의회 입법 회의(PACE)는 "국가 내 소수민족 교육에 큰 장애"가 된다고 비판하였다. 또한 헝가리, 루마니아, 러시아도 새 교육법을 비판하였다. (헝가리어와 루마니아어는 유럽 연합의 공용어이며, 러시아어는 아니다) 우크라이나 정부는 새 교육법이 유럽 연합의 소수민족 권리에 관한 규범을 준수한다고 강조하였다.
새 교육법은 "우크라이나의 소수민족에 해당하는 사람들은 공용어와 함께 각 민족의 언어로 취학 전 유치원과 초등학교 공공시설에서 교육받을 권리를 보장한다"라고 되어 있다. PACE는 이 법안을 각 소수민족 대표와의 협의 없이 소수민족이 가지는 권리를 크게 축소하고 있다고 지적한다. 2018년 6월 27일 우크라이나의 외무부 장관 파울로 클림킨은 (2017년 9월의) 새 교육법을 베니스 위원회의 권고에 따라 사립학교엔 적용하지 않을 것이며, 소수민족이 공부하는 모든 공립학교에는 "우크라이나어나 소수민족의 모국어 둘 중 하나로 수업을 받을지 선택할 수 있는 권리"를 부여할 것이라고 발표했다.
2019년 5월 19일에는 포로셴코가 "우크라이나어의 공용어 기능에 관한 법률"에 서명하였다.

#### 종교 정책
포로셴코 정권 하에서 키이우 총대주교청 우크라이나 정교회(UOC-KP)와 우크라이나 독립 정교회(UAOC)가 합병하여 독립 교회 우크라이나 정교회가 수립되었고, 우크라이나 동방정교회 통합회의 내 모스크바 총대주교청 우크라이나 정교회(UOC-MP) 의원 2명이 에피파니누스 1세를 초대 수좌주교로 선출하였다. 2018년 10월 11일 콘스탄티노폴리스 세계총대주교청이 우크라이나 정교회에 자치권을 부여해 주는 발표를 하며 결정적으로 10월 15일 모스크바 총대주교청이 세계총대주교청과의 완전한 결별을 선언하였다.

#### 군사 개혁

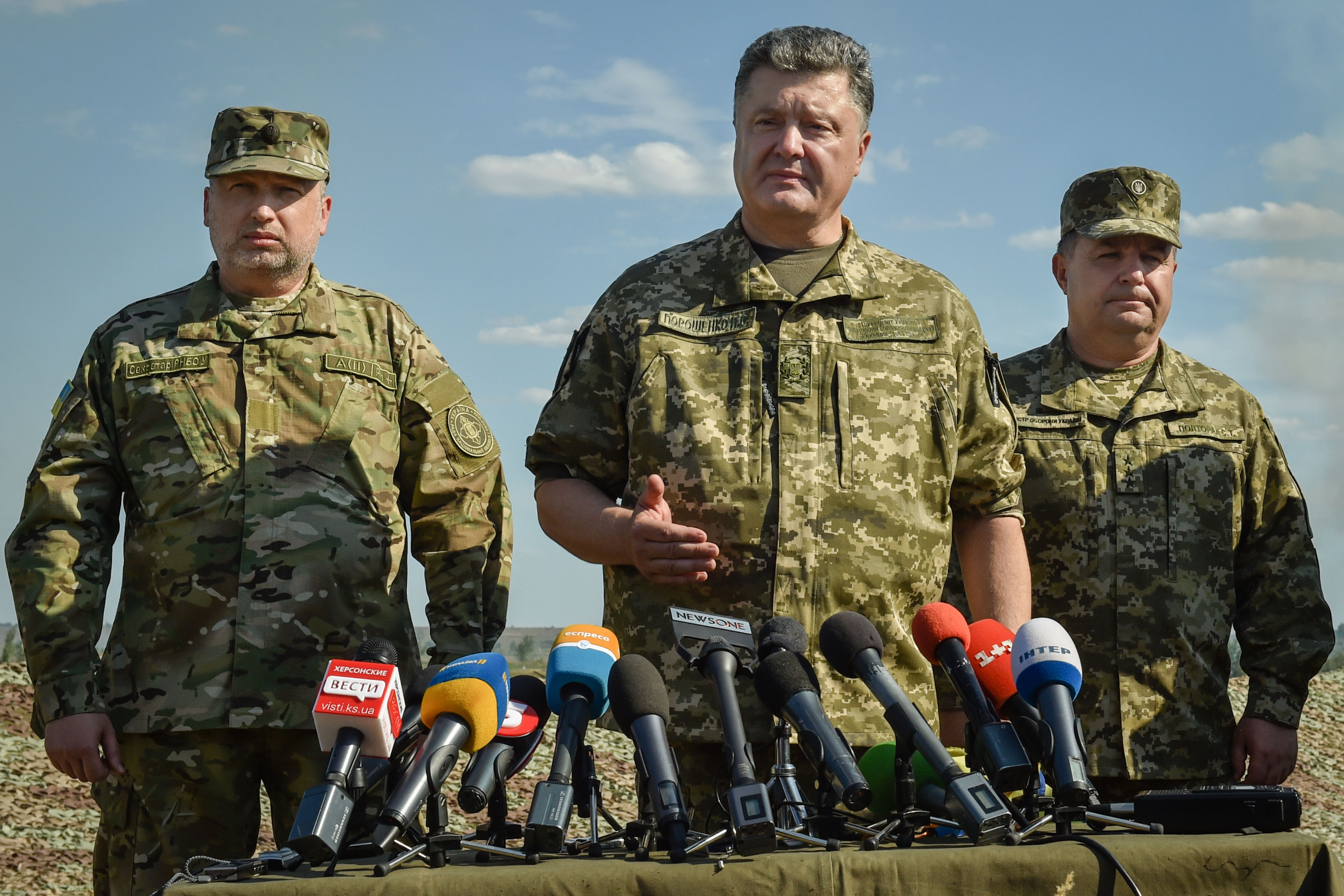
2015년 8월 22일, 하르키우주 추후에우에서 포로셴코 대통령이 군사 관계자와 만나 돈바스 전쟁을 위한 군사장비전환에 관해 발표하는 모습.

선거 운동 기간 포로셴코는 국방 부문을 개혁하고 군사를 NATO 표준으로 점진적으로 바꾸겠다고 공약하였다. 2014년 페트로 포로셴코 블록의 연정 협정에서 제일 많은 부분을 차지한 것이 군사 개혁 부문이었다.
2015년 포로셴코는 "주지사의 주머니에서 나온 군대"인 우크라이나 국토방위대대를 우크라이나군 직속 부대로 통합하였다. 또한 포로셴코는 "우크라이나군은 소련군의 틀에서 벗어나 새로운 우크라이나만의 전통을 가져야 한다"라며 준장급 계급을 호룬지(хорунжий)라는 계급으로 바꿨다. 포로셴코는 호룬지 계급이 우크라이나의 전통적 계급이자 NATO 표준 군사 계급에도 맞는다고 설명했다.
9월 2일에는 우크라이나 국가안보 및 국방위원회에서 우크라이나군 군사 교리 수정안을 발표하였다. 새 군사 교리에서는 러시아를 우크라이나의 주요 적국으로, 비동맹 정책을 포기하고 전략적으로 유로-대서양 방면과 화친하는 방향으로 바뀌었다. 9월 3일에는 포로셴코가 2020년까지 우크라이나군을 완전히 NATO 표준 체계로 전환하겠다고 발표했다. 9월 20일에는 포로셴코가 "우크라이나의 새 대전략에 관한 법령"에 서명하였다.
2016년 6월 6일 포로셴코는 국가안보 및 국방위원회의 결정 이행에 관한 법령에 서명했다. 7월 26일에는 우크라이나군 특수작전부대 공식 창설 허가에 대한 법령에 서명하였다. 또한 2016년 새해부터 군인 급여를 3배 인상하였다. 9월 6일 포로셴코는 우크라이나군이 75% 감축하였다고 선언했으며 12월 15일에는 발령되었던 부분동원령을 해제하고 모병 군인만 전선에 남아 있다고 말했다.
2016년 12월 31일 포로셴코는 2016년 한 해 동안 7만여명의 군인이 모병으로 계약했다고 발표했다. 포로셴코의 계획에 따르면 2020년까지 전군이 완전한 모병제로 전환되며 총 25만명을 모병할 예정이다.
2017년 3월 23일 포로셴코는 국가안보 및 국방위원회의 2020년 우크라이나군 발전계획령에 서명하였다. 미국의 고위급 전략보좌관인 존 애비시드는 우크라이나군의 군제개혁에 대해 높은 평가를 하며 빅토르 무젠코 우크라이나군 총참모장과의 회의에서 "지난 2년간 우크라이나군의 대격변에 깊은 인상을 받았다"라고 말하기도 했다. 2017년 7월 기준 28개 전부투대가 NATO 표준에 따른 훈련을 받았다.
2018년 9월 3일 포로셴코는 최고 라다에게 새로운 군사 경례인 "우크라이나에 영광을!"(슬라바 우크라이니), "영웅들에게 영광을!"(헤로얌 슬라바)를 정식으로 경례로 통합할 법안을 통과하라고 촉구하였다. 2018년 8월 24일 독립기념일 군사 퍼레이드에서 처음으로 공식 군사 경례인 "우크라이나에 영광을!"이 제창되었다.

#### 부패 문제
포로셴코 재임 기간 프로조로 디지털 시스템 덕분에 부패율은 어느 정도 감소하였으나, 그럼에도 불구하고 우크라이나의 부패는 널리 퍼진 중대한 문제로 꼽히고 있다. 포로셴코는 국제 통화 기금(IMF)의 기준을 충족하기 위해 반부패 기구인 우크라이나 국립 반부패국 창설법에 서명하였다. 2015년 이후 반부패국은 총 189건의 사건을 기소하였지만 실제 유죄 판결을 받은 사건은 단 한건도 없다. 반부패국의 기소국장은 부패사범 피의자들에게 어떻게 해야 유죄 판결을 피할 수 있는지 지도했던 것으로 알려졌다.
2018년 11월 유럽 연합 집행위원회 보고서에서는 포로셴코의 집권 기간 우크라이나 내 의료, 연금, 공공행정 등 일부 개혁안을 칭찬하였다. 하지만 사법 개혁이 너무나 느리며 "현재까지 고위층의 부패 사범 사건에서 유죄 판결을 받은 경우는 찾아볼 수 없다"라고 보고서에 기록되었다. 또한 시민 사회운동가를 향한 공격이나 테러도 거의 처벌되지 않는 상태라고 보았다.
2019년 우크라이나 대통령 선거 운동 기간 포로셴코 자신은 아니지만, 포로셴코의 긴밀한 사업 파트너가 엄청나게 부풀러진 가격으로 러시아제 부품을 우크라이나 군수공장으로 밀수한 혐의로 고발되는 정치 스캔들이 일어났다.
포로셴코 비판 세력은 전 우크라이나 대통령인 빅토르 야누코비치를 대신해 로비하고 2016년 미국 대통령 선거 기간 도널드 트럼프의 선거캠프에서 활동한 폴 매너포트의 장부 외 현금수수 기록 혐의를 우크라이나 반부패국이 처벌하지 못하게 막았다고 비판한다. 또한 포로셴코는 우크라이나의 부패와 싸우지 않는다고 비판하였던 미헤일 사카슈빌리의 우크라이나 시민권을 박탈하기도 하였다.
2019년 4월 11일 우크라이나 반부패 고등법원이 설립되면서 포로셴코는 개관식에서 정식으로 반부패 전문 법원의 판사를 임명하였다.

### 대외 정책

#### 대미 정책

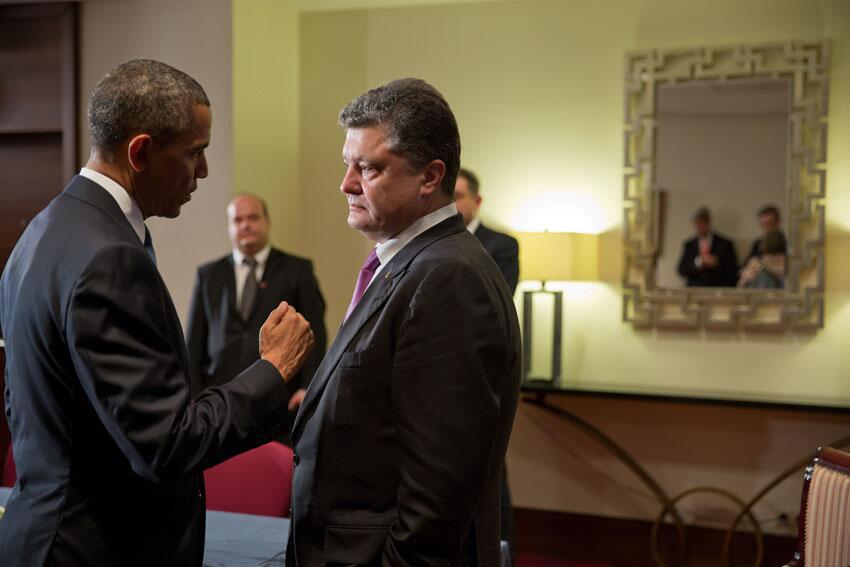
2014년 6월 5일 당시 미국의 대통령인 버락 오바마가 대통령 당선자였던 포로셴코를 만난 모습.

2015년 12월 7일, 포로셴코는 키이우에서 당시 미국의 부통령인 조 바이든과 만나 우크라이나와 미국 사이 협력 사항에 대해 논의하였다. 2017년에는 당시 미국의 대통령이었던 도널드 트럼프와도 만났는데 이 때 BBC 뉴스는 회담을 열기 위해 포로셴코가 트럼프의 변호사인 마이클 코언에게 40-60만 달러 어치의 금품을 제공했다는 허위 사실을 보도하였다. BBC 뉴스는 나중에 보도가 사실이 아니였음을 밝히고 기사를 삭제하였으며, 포로셴코에게 손해배상하였다.

#### 대러 정책
2014년 6월, 포로셴코 대통령은 러시아와의 군사 협력을 중단하였다.
2014년 6월 24일 유럽 평의회 입법 회의에서 포로셴코는 러시아가 일방적인 크림반도의 합병 선언을 취소하고 크림반도를 다시 우크라이나한테 돌려줘야지만 러시아와의 양국 관게를 정상화할 수 있다고 말했다.
2014년 6월 포로셴코가 발표한 우크라이나 동부 지역 평화 계획에 대해 러시아의 외무부 장관인 세르게이 라브로프는 "최종적인 최후통첩으로 보인다"고 말했다.
2014년 8월 26일 포로셴코는 벨라루스 민스크에서 블라디미르 푸틴 러시아의 대통령을 만난 자리에서 푸틴은 우크라이나의 공세를 더 이상 확대하지 말라고 요구했다. 이에 대해 포로셴코는 러시아 내 분리주의자들에게 무기 공급을 중단하라고 요구하였다. 포로셴코는 자국이 정치적 타협을 원하고 있으며 우크라이나 동부의 러시아어 사용자의 이익도 고려할 것이라고 말했다.

#### 유럽 연합과의 관계

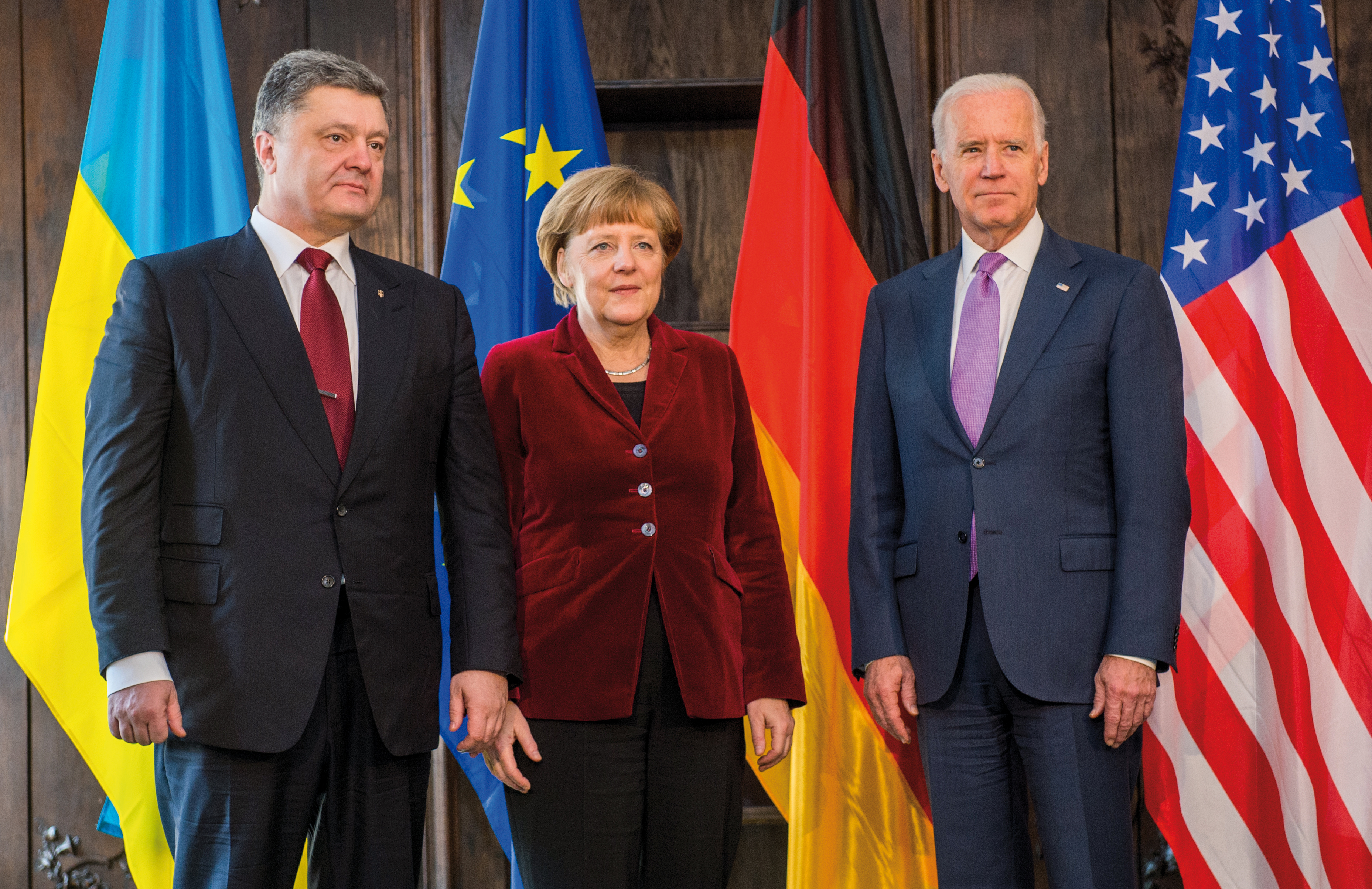
2015년 2월 열린 제51회 뮌헨 안보회의에서 포로셴코(왼쪽), 당시 독일의 총리 앙겔라 메르켈(가운데), 조 바이든 미국 부통령(오른쪽)이 한데 선 모습.

유럽 연합과 우크라이나는 2014년 6월 27일 우크라이나-유럽 연합 제휴 협정의 경제 관련 문단에 서명하였다. 포로셴코는 이 날을 "1991년 우크라이나의 독립 이후 가장 역사적인 날"이라고 말하며 "깨지지 않는 의지와 믿음의 상징"이라고 표현했다. 포로셴코는 이날 한 서명이 우크라이나의 유럽 연합 가입을 위한 시작 준비 단계라고 말했다.

#### NATO 관계
2014년 11월 27일 열린 새 의회 개회 연설에서 포로셴코는 "2010년 주창한 우크라이나의 비동맹국 지위로는 우크라이나의 안보와 영토 보전을 보장할 수 없어 나토 가입을 진행"하기로 결정했다고 발표했다. 2014년 12월 23일에는 최고 라다에서 포로셴코 대통령이 제안한 2010년 우크라이나 비동맹국 법안 폐지 안건에 대해 찬성 303, 반대 8로 통과되었다.
2014년 12월 19일 포로셴코는 나토 가입에 대한 국민투표를 실시하겠다고 말했다. 2015년 9월 22일에는 "러시아의 공격적인 행동"이 NATO의 확대 필요성을 입증하고 있으며, 국가 개혁으로 "우크라이나의 나토 회원국 준수를 위한 모든 조건이 만족"된다면 그 즉시 우크라이나의 NATO 가입 여부에 대한 찬반을 국민투표에 붙일 것이라고 말했다.
2017년 2월 2일에도 포로셴코는 독일의 잡지 풍케 메딩루페와의 인터뷰에서 우크라이나의 NATO 가입 여부에 대한 국민투표는 계획하고 있다고 말했다.

#### 기타 국제사회
포로셴코는 국제 언론인과 블로거 41명을 국가 안보에 위협이 된다는 이유로 1년간 우크라이나 입국을 금지하는 법령에 서명하였다가 언론인 보호 위원회로부터 비판을 받았다. 입국금지명단에 들어간 언론인에는 BBC의 기자 3명과 현재 시리아에서 실종된 에스파냐인 기자 1명이 포함되어 있는데, 이들 모두 이전에 우크라이나 위기를 취재하였다.
2015년 10월 포로셴코는 카자흐스탄의 수도 아스타나를 방문해 당시 누르술탄 나자르바예프 대통령에게 카자흐스탄은 우크라이나의 "아시아로의 창"이며, 우크라이나는 그 역이라고 말했다. 2018년 10월에는 벨라루스의 호멜을 방문하여 우크라이나어 공동체에게 우크라이나의 상황을 말하며 "러시아가 벨라루스를 이용해 우리의 측면을 공격하길 원치 않는다."라고 말했다.

## 2019년 대통령 선거에서

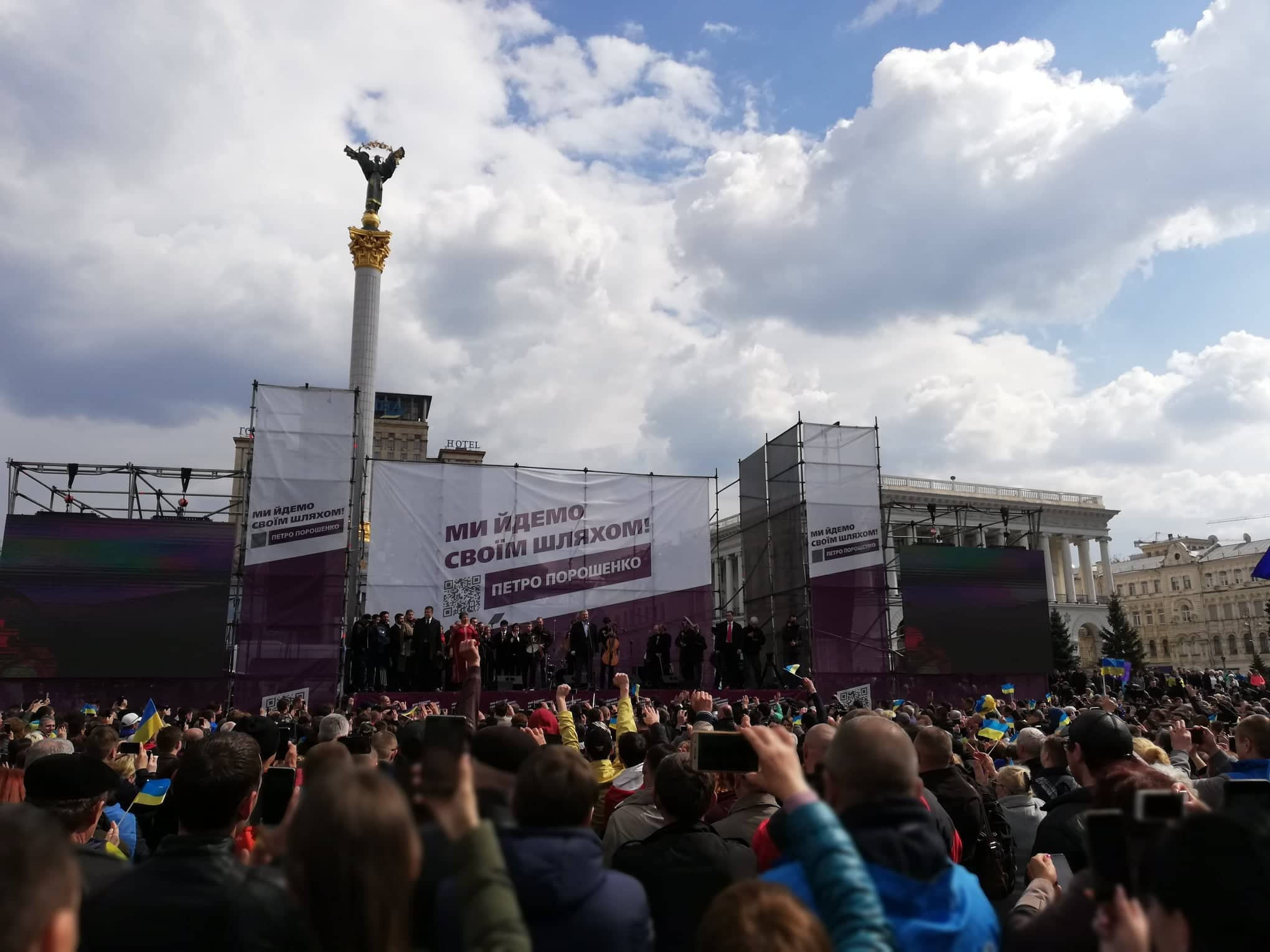
2019년 4월 19일 유럽광장에서 열린 "페트로 포로셴코의 우크라이나 수호" 지지 집회 모습.

포로셴코의 지지율은 2014년 대통령 선거 이후 지속적으로 하락했고 2016-2017년 경에는 지지율이 13-17%를 맴돌아 그보다 살짝 높은 지지율인 율리아 티모셴코에 이은 2위를 유지하였다. 2018년에는 지지율이 10% 미만으로 하락하였다가 2018년 말부터는 포로셴코의 지지율이 올라가기 시작했는데 우크라이나 정교회를 러시아 정교회로부터 완전히 독립하겠다고 선언한 우크라이나 정교회의 자치에 관한 토모스(서한)이 반포되고 이를 정부 치적으로 홍보하기 시작하면서 다시 17-19%를 회복하였다. 대선 선거 운동 중반까지 포로셴코와 티모셴코의 지지율은 거의 동률이었다. 2019년 2월에서 3월 사이 여론조사에 따르면 포로셴코와 티모셴코의 지지율은 각각 15-17% 정도로 1위 볼로디미르 젤렌스키에 이어 거의 비슷할 정도로였고 티모셴코와 포로셴코의 지지율 차이는 오차 범위 이내였다.
2019년 1월 크루티 전투 101주년을 맞아 열린 "브뤼셀에서 크루티까지" 포럼에서 포로셴코는 "우리는 우리 길을 가야 한다"라며 2019년 대선에 재선 도전을 할 것이라고 밝혔다. 포로셴코의 대선 캠프 본부장은 포로셴코의 내각 제1국위원장이자 국회의원, 2014년 대선 당시 포로셴코 대선캠프본부장이었던 비탈리 코발추크가 맡았다. 포로셴코는 재임 기간 자신의 업적, 즉 군대 재건과 유럽 연합과의 무비자 협정 체결, 종교 정책 등을 강조하였으며, 전시에서 포로셴코가 불가피하다고 강조했다. 정치적 공약으로는 농업, IT, 고부가가치 하이테크 산업(항공우주산업, 조선, 방위산업)의 개발과 우크라이나를 동유럽 교통 허브로 전환하고 관광업을 강화하는 방향을 강조하였다. 포로셴코의 선거 슬로건은 "군대, 언어, 신앙"이다.
2019년 3월 31일 열린 1차 대선에서 15.95%의 득표율로 30.24%의 볼로디미르 젤렌스키에 이은 2위로 결선 투표에 진출하였다. 4월 21일 열린 결선 투표에서 24.45%의 득표율에 그쳐 대통령에 당선되지 못했다.

## 대통령직 이후
2019년 우크라이나 총선에서 포로셴코는 유럽연대의 비례대표 1순위로 출마, 당선되었다.

### 경찰의 포로셴코 본부 및 체육관 기습
2019년 12월 20일 우크라이나의 경찰은 우크라이나의 대통령 볼로디미르 젤렌스키의 명령에 따라 포로셴코의 당인 유럽연대 본부와 체육관을 기습하였다. 체육관에 설치된 연기 감지기와 보안경보장치 안에서 몰래카메라와 녹음장치가 발견되었다. 수사당국은 포로셴코가 소유한 체육관 고객을 몰래 녹화, 촬영한 것으로 알려졌으며 고객들 중에는 우크라이나 내 여러 정치인과 사업가들도 있었다. 포로셴코와 당 부대표인 이호르 코노넨코는 경찰의 기습 사건에 대해 반응을 보이지 않았으며, 유럽연대 당 측은 경찰의 기습이 정치적 탄압이라고 비판했다.
이번에 열린 압수수색은 두 가지 혐의에 대한 범죄 수사 과정에서 일어났다. 두 가지 혐의 중 하나는 국가 기밀 정보가 담긴 서버의 도난 혐의고, 두 번째는 탈세 및 돈세탁 혐의이다.

### 반올리가르히법
2021년 11월, 우크라이나에서 가장 부유한 개인의 영향력을 제한하는 내용의 반올리가르히법이 통과되자 포로셴코는 즉시 자신이 소유하고 있던 방송국인 프리아미와 카날 5 채널을 매각하였다.

### 형사 기소
2021년 12월 20일, 포로셴코는 우크라이나에서 분리주의자들이 장악하고 있는 지역의 석탄을 구매하기 위해 친러시아 정치인 빅토르 메드베드추크와 함께 협력한 혐의로 국가반역죄로 기소되었다. 유죄 판결을 받을 경우 최고 15년형에 처해질 수 있다. 포로셴코는 이 의혹을 부인하면서 "젤렌스키의 정적을 겨냥해 조직된, 정치적 움직임의 흑색선전이다"라고 말했다. 2022년 1월 6일 우크라이나 법원은 포로셴코의 모든 자산을 압류하였다. 1월 15일에는 포로셴코가 페이스북을 통해 "나는 러시아의 침공으로부터 우리나라를 지키기 위해... 1월 17일 오전 9시 10분 바르샤바에서 출발하는 비행기로 우크라이나로 입국할 것이다"라고 말했다.
우크라이나 검찰은 포로셴코가 귀국하자 법원에 포로셴코를 2개월간 구금시키거나 10억 흐리브냐(약 3,700만 달러)의 보석금을 내고 전자발찌를 착용한 채 키이우에 남게 하고 여권을 압류할 것을 요구했다. 우크라이나 법원은 가택연금보다 덜 까다롭고 보석금을 내지 않는 제3의 방안인 '개인의 약속'을 받아들이기로 결정했다. 여기서 포로셴코는 법원이나 검찰의 허가 없이는 키이우나 키이우주 밖을 떠날 수 없으며, 정부에게 여권을 반납해야 하고 근무지나 거주지가 바뀌면 즉시 정부에게 신고해야 한다.

### 2022년 러시아의 우크라이나 침공
2022년 2월 25일, 러시아의 우크라이나 침공이 한창일 때 포로셴코는 키이우 시내 거리에서 민방위군과 함께 칼라시니코프 소총을 들고 TV에 출연하였다. 포로셴코는 방송에서 "푸틴은 우크라이나를 정복하지 못할 것이다. 그가 얼마나 많은 병사를 가지고 있든지, 얼마나 많은 미사일을 가지고 있든지, 얼마나 많은 핵무기를 가지고 있든지... 우리 우크라이나인은 위대한 유럽의 미래를 꿈꾸는 자유로운 민족이다. 확실히 그렇다"라고 말했다. 포로셴코는 알려지지 않은 장소에서 우크라이나 영토방위군 대대를 지휘하고 있다. 전투복 차림에 돌격소총을 소지한 채 유럽과 미국 언론과의 여러 인터뷰에 출현하기도 하였다.

## 파나마와 파라다이스 페이퍼
포로셴코는 패러다이스 페이퍼스에도 명단이 올라갔다. 돈바스에서 전쟁이 한창 진행되고 있을 때 영국령 버진아일랜드에 역외회사를 설립하였다. 파나마 페이퍼스에서 유출된 자료에 따르면 포로셴코는 2014년 8월 21일 프라임 에셋 파트너스 Ltd. 회사를 등록하였다. 이 회사는 키프로스에 있으며 회사의 유일한 주주는 포로셴코이다. 포로셴코는 인터뷰에서 자신은 어떤 죄도 저지르지 않았으며 제과회사인 로셴의 판매를 감사하는 법률법인인 아벨룸은 포로셴코의 탈세혐의는 사실무근이라고 말했다. 반부패 단체인 국제 투명성 기구는 "대통령 재임 기간 중 기업을 세우는 행위는 헌법에 정면으로 위배되는 행위"라고 보고 있다. 우크라이나의 제6대 대통령인 볼로디미르 젤렌스키도 비슷한 이야기를 하였다.

## 정치적, 문화적 인상
포로셴코는 대형 제과업체인 로셴을 소유하고 있어 "초콜릿 왕"이라는 별명을 가지고 있다. 포로셴코는 "올리가르히는 스스로를 더 부유하게 만들기 위해 권력을 추구하는 사람들이다. 하지만 나는 나라를 강탈하고 자유로운 사업을 파괴하는 도적들과 싸워왔다"라고 말했다.
2022년 러시아의 우크라이나 침공이 진행되자 포로셴코가 소유한 로셴의 유명 제품인 과자와 사탕을 구매해서 우크라이나를 돕자는 운동이 온라인에서 벌어지고 있다. 대한민국에서도 운동에 참여한 일부 네티즌은 포로셴코를 "애국노(애국과 매국노를 합친 말로 온라인상에서 포로셴코의 별명)"라고 부르기도 했다. 이 별명은 포로셴코가 퇴임 후 막대한 규모의 부정부패가 드러나면서 해외로 망명했다가 나라를 지키러 돌아왔다는 사연이 알려지며 붙어졌다.

## 역대 선거 결과
| 선거명      | 직책명                       | 대수 | 정당            | 1차 득표율 | 1차 득표수  | 2차 득표율 | 2차 득표수  | 결과 | 당락 |
| ----------- | ---------------------------- | ---- | --------------- | ---------- | ----------- | ---------- | ----------- | ---- | ---- |
| 1998년 총선 | 국회의원 (빈니차 제12선거구) | 3대  | 무소속          | 17.44%     | 18,809표    |            |             | 1위  |      |
| 2002년 총선 | 국회의원 (빈니차 제12선거구) | 4대  | 우리 우크라이나 | 49.99%     | 53,058표    |            |             | 1위  |      |
| 2006년 총선 | 국회의원 (빈니차 제33비례구) | 5대  | 우리 우크라이나 | -%         | -표         |            |             | 1위  |      |
| 2012년 총선 | 국회의원 (빈니차 제12선거구) | 7대  | 무소속          | 71.52%     | 73,493표    |            |             | 1위  |      |
| 2014년 대선 | 우크라이나의 대통령          | 5대  | 무소속          | 54.70%     | 9,857,308표 |            |             | 1위  |      |
| 2019년 대선 | 우크라이나의 대통령          | 6대  | 무소속          | 15.95%     | 3,014,609표 | 24.45%     | 4,522,320표 | 2위  | 낙선 |
| 2019년 총선 | 국회의원 (유럽연대 비례명부) | 9대  | 유럽연대        | -%         | -표         |            |             | 1위  |      |